# Ernesto Bono
Ernesto Bono   (Ome, 25 d'abril de 1936 - Ome, 31 de maig de 2018) fou un ciclista italià que combinà la ruta i la pista i que fou professional entre el 1959 i el 1964. En el seu palmarès destacà una victòria d'etapa a la Volta a Espanya de 1962 i una altraa a la Volta a Suïssa de 1963.

## Palmarès
- 1958
  - Campió d'Itàlia de persecució individual
  - Campió d'Itàlia de persecució per equips
  - Piccolo Giro di Lombardia
- 1959
  - 1r al Trofeu Boldrini, amb Fiorenzo Tomasin
- 1960
  - 1r al Gran Premi Industria - Quarrata
  - 1r al Gran Premi de Pistoia
- 1961
  - 1r al Trofeu Cougnet
  - 1r al Circuit de Como
  - 1r al Circuit de Cabiate
  - 1r al Circuit de Copolona
- 1962
  - Vencedor d'una etapa a la Volta a Espanya
- 1963
  - Vencedor d'una etapa a la Volta a Suïssa

### Resultats al Giro d'Itàlia
- 1959. 9è de la classificació general
- 1960. 46è de la classificació general
- 1961. 52è de la classificació general
- 1962. Abandona
- 1963. 16è de la classificació general
- 1964. Abandona

### Resultats al Tour de França
- 1959. 36è de la classificació general

### Resultats a la Volta a Espanya
- 1962. 36è de la classificació general. Vencedor d'una etapa
- 1963. 53è de la classificació general